# Ángel Beltré
Ángel Beltré właściwie Adolfo Salome-Mateo (ur. 20 września 1963) – dominikański bokser, olimpijczyk, uczestnik igrzysk olimpijskich w 1984.
Podczas igrzysk w Los Angeles startował w wadze lekkiej. W pierwszej rundzie trafił na Dalbahadura Ranamagara z Nepalu. Beltre wygrał z Ranamagarem na punkty (5–0), zaś w drugiej rundzie spotkał się z reprezentantem Nigerii, Christopherem Ossai, z którym przegrał przez RSC (w drugiej rundzie).
Beltré jest także brązowym medalistą z Igrzysk Panamerykańskich z 1983 roku (w wadze lekkiej).